# Shobha Nagi Reddy
Shobha Nagi Reddy (16 de noviembre de 1968 - 24 de abril de 2014) fue una política de Andhra Pradesh, India. Ella representó a la cincuscripción de Allagadda en la Asamblea Legislativa de Andhra Pradesh hasta 2012 cuando renunció debido a la agitación política que hubo en su partido. Ella sirvió como la presidenta de Andhra Pradesh State Road Transport Corporation (APSRTC) y fue la portavoz del partido Prajarajyam, anteriormente fue Secretaria general y también una miembro del comité estatal en Telugu Desam Party. En 2012, dejó el partido Prajarajyam y se unió al recién formado Congreso YSR. Su marido Bhumi Nagi Reddy es también un político que sirvió dos veces como miembro de la Asamblea Legislativa y tres veces como miembro del Parlamento.

## Política
Bhuma Shoba Nagireddy se involucró activamente en la política en 1996, antes de la cual ella era ama de casa. Su marido, Bhuma Nagireddy, fue elegido como miembro del Parlamento y tuvo que renunciar a su cargo como miembro de la Asamblea Legislativa de Andhra Pradesh desde la circunscripción Allagadda. Lucha como candidata del Partido Telugu Desam, fue elegida miembra de la Asamblea. Fue elegida cuatro veces consecutivas a la Asamblea. La única quien compartió la Asamblea con su padre de forma consecutiva dos veces.
En 2004, disputó el asiento Nandyal de Lok Sabha y no tuvo éxito. Más tarde, en 2008, junto a su marido se unió al partido Prajarajyam recién formado. En 2011, después que PRP se fusionó a INC Sobha Nagireddy, se unieron al Congreso YSR.

## Fallecimiento
Bhuma Shobha Nagireddy murió bajo tratamiento en el hospital Care en Hyderabad el 24 de abril de 2014. Tuvo un accidente cerca de Allagadda mientras regresaba de hacer campaña para las elecciones próximas de la asamblea de 2014.